# 플루디옥소닐
플루디옥소닐(영어: Fludioxonil)은 1993년에 치바-게이지(현 신젠타)에 의해 도입된 페닐피롤계의 비침투이행성 살균제이다. 곰팡이에 대해 넓은 항균 스펙트럼을 가지며, 각종 공기 감염성 및 토양 감염성의 곰팡이에 기인하는 식물병해에 대해서 높은 효과를 갖는다.
플루디옥소닐은 작용기작 '마2'로 삼투압 신호전달 효소 MAP 저해해 포도당의 운반과 관련된 인산화를 억제하여 병원균의 성장 속도를 감소시켜 살균 작용을 한다.

## 사용
농약으로 농작물, 특히 곡물, 과일, 채소, 관상용 식물의 살균처리에 사용된다.
시프로디닐과 같은 다른 살균제와 함께 종종 사용되기도 한다. 현재 70개국 이상에서, 주로 포도 및 채소류의 회색 곰팡이 병에 대한 경엽 산포제와 맥류 종자 소독제로서 등록되어 있다.

## 같이 보기
- 1,3-벤조다이옥솔

### 내용주
1. ↑  한국의 농약잔류허용기준 식품수는 총 76개이다.[3]

### 참조주
1. ↑  “Fludioxonil (Ref: CGA 173506)”.
2. ↑  e브릭몰. “살균제의 분류 – 살균제 작용기작의 종류”. 2022년 8월 24일에 확인함.[깨진 링크(과거 내용 찾기)]
3. ↑  플루디옥소닐 - 식품의약품안전처